# روي لوبيز دي فيلالوبوس
روي لوبيز دي فيلالوبوس (تلفظ بالإسبانية: ‎/rui̯ ˈlopeθ ðe βiʝaˈloβos/‏)، مستكشف إسباني (ولد 1500 - توفي 4 أبريل 1544) أبحر في المحيط الهادئ من المكسيك لتأسيس موطئ قدم دائم لإسبانيا في جزر الهند الشرقية، والذي كان بالقرب من خط الترسيم بين إسبانيا والبرتغال وفقاً لمعاهدة سرقسطة في 1529. يعتبر فيلالوبوس من أعطى دولة الفلبين اسمها الحالي، بعد أن أطلق عليها اسم «لاس إسلاس فلبيناس» نسبة إلى فيليب أمير أستورياس في ذلك الوقت، الذي أصبح فيما بعد فيليب الثاني ملك إسبانيا. في عام 1542، اكتشف أيضاً مجموعة من الجزر التي تقع على المحيط الهادئ التي على الغالب تعرف باسم هاواي، لكن أمر اكتشافها بقي سراً من قبل الإسبان.

## رحلته الاستكشافية إلى جزر الفلبين
تم تكليف لوبيز دي فيلالوبوس عام 1541 من قبل نائب الملك في إسبانيا الجديدة «أنطونيو دي ميندوزا» الذي كان أول مسؤول استعماري في العالم الجديد، بإرسال بعثة إلى «إسلاس ديل بونينتي» والتي تعني «جزر الغرب» والمعروفة احالياً باسم الفلبين. غادر أسطوله المكون من ست سفن غاليون سانتياغو وسان خورخي وسان أنطونيو وسان كريستوبال وسان مارتن وسان خوان، بارا دي نافيداد، خاليسكو، المكسيك مع 370 إلى 400 رجل في 1 نوفمبر 1542. الأسطول واجه لأول مرة جزر ريفيلا خيخيدو قبالة الساحل الغربي للمكسيك، ومن بينها تم الإبلاغ عن رؤية روكا بارتيدا لأول مرة. في 26 ديسمبر 1542، شاهدوا مجموعة جزر مارشال وأطلقوا عليها اسم كوراليس (وتعني المرجان باللغة الإسبانية). وظنوا أن هذه هي جزر لوس رييس التي رسمها سابقا ألفارو دي سافيدرا في رحلته 1528. ورسوا في واحدة من الجزر التي أطلقوا عليها اسم سان استيبان (سانت ستيفن). غادروا في 6 يناير 1543 وفي نفس اليوم شاهدوا عدة جزر صغيرة على نفس خط العرض مثل كوراليس، والتي أطلقوا عليها اسم لوس جاردين (الحدائق). في 23 يناير 1543، عثرت البعثة على جزيرة فايس إحدى جزر كارولين. في 26 يناير 1543 قاموا برسم بعض الجزر الجديدة باسم Los Arrecifes (الشعاب المرجانية) والتي تم تسميتها جزيرة ياب أيضاً في جزر الكارولين.
غادر إلى أبويوغ (مقاطعة ليتة حالياً) مع سفينتيه المتبقيتين «سان خوان» و «سان كريستوبال». ولم يتمكن أسطوله من التقدم بسبب الرياح العاتية. في أبريل 1544 أبحر إلى جزيرة أمبون. توجه بعد ذلك هو وأفراد طاقمه إلى جزر سامار وليتة، التي أطلق عليها اسم لاس إلباس فلبيناس (الجزر الفلبينية) تكريماً لأمير إسبانيا فيليب الثاني. لكن لوبيز دي فيلالوبوس تم طرده على يد السكان الأصليون المعادون وبسبب الجوع وتحطم سفينه مما أجبره على التخلي عن حملته ومستوطناته في الجزر الفلبينية. وقد لجأ هو وأفراد طاقمه إلى جزر الملوك، حيث أختلف مع البرتغاليين، الذين سجنوه فيما بعد.
توفي لوبيز دي فيلالوبوس في 4 أبريل 1544، في زنزانته في جزيرة أمبون بسبب حمى استوائية، أو كما قال البرتغاليون بسبب «ضيق الصدر». نجا ما يقرب من 117 من أفراد طاقمه وتركوا مخطوطة حول رحلة ماجلان، وقد تم تسليمها إلى إسبانيا. حيث وضعهم البرتغاليون على متن سفينة متجهة إلى لشبونة وأبحروا لهم فيما بعد إلى ملقا.

## الهوامش
1. ↑   https://books.google.fr/books?id=4wk8yqCEmJUC&pg=PA55. {{استشهاد ويب}}: |url= بحاجة لعنوان (مساعدة) والوسيط |title= غير موجود أو فارغ (من ويكي بيانات) (مساعدة)
2. ↑  أوسكار سبات ، [https://books.google.pt/books?id=JH9SIogNd3sC&pg=PA109 "البحيرة الإسبانية" (1979). الصفحات من 108 إلى 109 (طبعة 2004): «" على خرائط اليوم ، تقع جزر هاواي بشكل صارخ بين المسارين الشرقي والغربي لحدود الغاليون ، بحيث يبدو أنه إلزامياً تقريباً أنه يجب على بعض الضالين العثور عليها. تم رسم الاستدلال أولاً من قبل لابيروز ، الذي استمد من المخططات الإسبانية التي كانت تسمى جزر "لا ميسا" و "لوس ماخوس" و "لا ديسغراسيا" ، في خط العرض الصحيح ولكن بعيداً جداً عن الشرق كانت في الواقع مجموعة جزر هاواي ، لا ميسا ("الطاولة") على وجه الخصوص كونها الجزيرة الرئيسية مع كتلة صخرية كبيرة من مونا لوا ؛ وكان هناك خطأ في خط الطول. تحتوي أحدى هذه المخطوطات على ملاحظة تقول إن خوان غيتان الذي كان مع فيلالوبوس في 1542 ، اكتشف المجموعة واطلقت عليها اسم "جزر دي ميسا" في عام 1555 ؛ وأطلقت هذا المخطوطة أيضاً على جزر كوك اسم "جزر ساندويتش".» نسخة محفوظة 21 أغسطس 2017 على موقع واي باك مشين.
3. ↑  من المدهش تمامًا بالنسبة للإسبان ، عند وصولهم إلى فايس ، اقترب السكان المحليون من السفن في الزوارق التي تحمل علامة الصليب قائلةً "بوينس دياس ، ماتلوتس!" في اللغة الأسبانية في القرن السادس عشر الكمال ("يوم جيد ، بحارة!") ، وهذا دليل على أن واحدة من البعثات الإسبانية السابقة كانت في المنطقة
4. ↑  كويلو، فرانسيسكو (1885). مسألة كاروليناس في خطب ألقاها في الجمعية الجغرافية بمدريد رئيسها دون فرانسيسكو كويلو مع خريطة وملاحظات وملاحظات ببليوغرافية عن الاكتشافات القديمة للإسبان في أرخبيل ميكرونيزيا والمناطق المحيطة بها. مدريد: مطبعة فونتانيت. ص. 82–87.
5. ↑  شارب، أندرو (1960). اكتشاف جزر المحيط الهادئ. أوكسفورد: كلارندون برس. ص. 26.29.
6. ↑  وليام هنري سكوت (1985)  'علامات في شهادة جامعية '  (ردمك 971-10-0073-3) p54

## روابط خارجية
- أول اكتشاف لاستراليا وغينيا الجديدة بواسطة روكي سانتاكروز، الفصل الرابع
- التاريخ البحري في المحيط الهادئ، ميناء ماجلان المفقود